# Fleur d'oranger

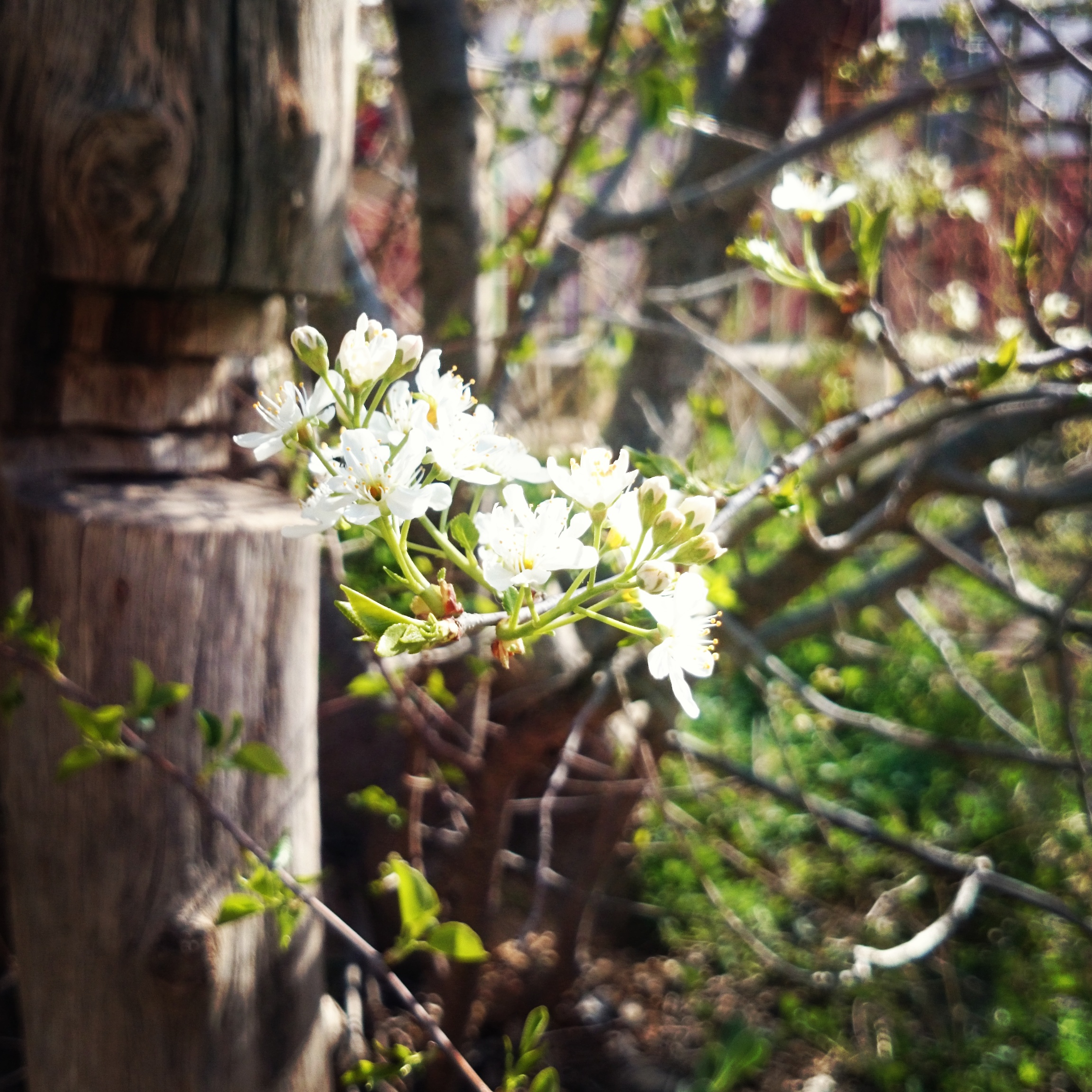

La fleur d'oranger ou fleur d'oranger amer est la fleur blanche parfumée du bigaradier (Citrus aurantium L.) On utilise cette fleur pour produire l'eau de fleur d'oranger.
Ne pas confondre l'eau de fleur d'oranger avec l'essence de fleur d'oranger, huile essentielle obtenue à partir de fleurs d'oranger doux (Citrus sinensis)[faux], et avec l'essence de neroli.

## Historique
L'utilisation de la fleur de bigaradier est d'origine incertaine : la Chine, l’Inde, et enfin l'Asie mineure sont les principaux concernés par la prétendue découverte de cette fleur aux caractéristiques si particulières. Toujours est-il que son odeur parfumée et douce ainsi que ses pétales blancs sont appréciés depuis l’Antiquité, où la fleur ornait traditionnellement les couronnes des jeunes mariées. 
Peu à peu, l’engouement pour cette fleur gagna l’Arabie. Dès lors, elle suivit l’expansion de l’empire arabe et s’implanta dans tout le pourtour méditerranéen et en Espagne. Le reste de l’Europe ne la découvrit qu’à partir du XIe siècle, où elle fut introduite en Sicile puis en Provence par les Croisés. 
À la fin du XVIIe, Marie-Anne de La Trémoille, devenue la coquette et mondaine princesse de Chalais puis, par une deuxième union, étant devenue veuve, la duchesse de Bracciano et princesse de Nerola utilisa l'essence de fleur de bigaradier, qui fut nommée neroli en son honneur, pour parfumer à la fois ses effets et son bain. Elle figure dans la liste des produits fournis par les apothicaires du XVIIIe siècle.

## Fabrication

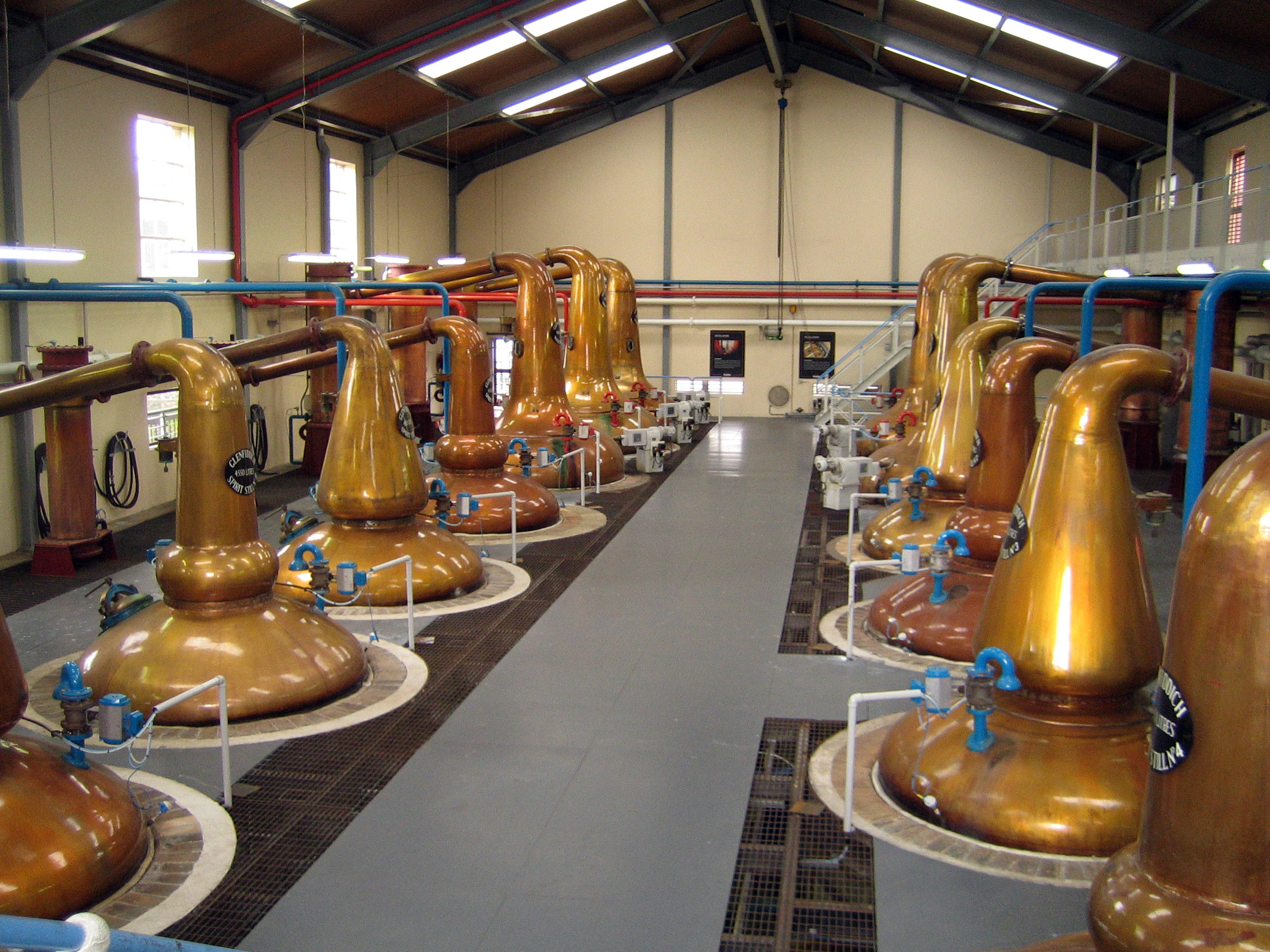
Alambic d'huile essentielle

La fleur d'oranger amer étant trop fragile pour supporter une distillation, les Arabes, friands de ces senteurs, perfectionnèrent un alambic, permettant de séparer la matière de ses constituants volatils, par la vapeur d'eau. Pour une tonne de fleurs, il faut porter à ébullition une tonne d’eau. La vapeur emporte avec elle les composés volatils qui donnent aux fleurs leur parfum caractéristique. De l’alambic sort l’huile essentielle, appelée néroli destiné à la parfumerie et l’hydrolat qui est en fait l’eau de fleur d’oranger, utilisé notamment dans les pâtisseries orientales. 

## Production

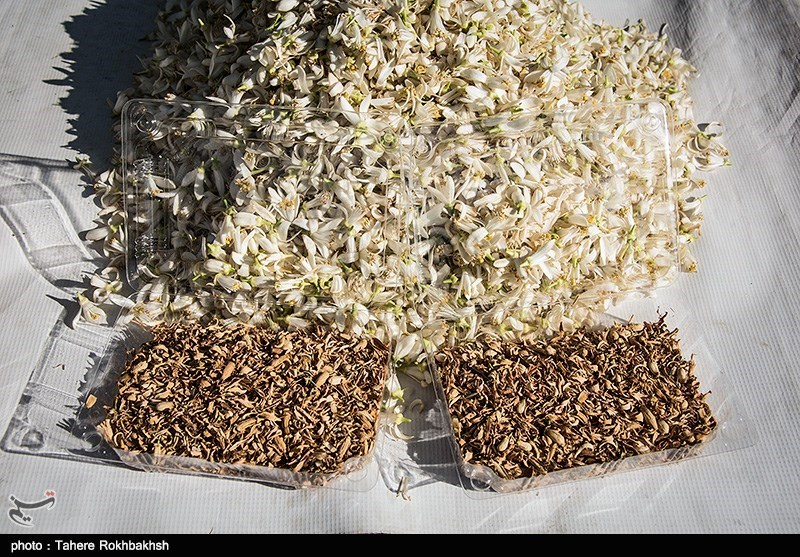
Moisson de fleurs d'oranger en Iran.

### France
Depuis 150 ans, la fleur d’oranger est récoltée dans les Alpes-Maritimes fin avril - début mai. Les fleurs blanches sont cueillies à la main avec patience et précision. Elles sont ensuite triées : en effet, les grandes feuilles et les insectes sont enlevés. Les soirs de récolte, les fleurs sont apportées à la coopérative puis sont pesées au gramme près. Le soir, elles sont étalées sur le sol pour la nuit et le lendemain matin, elles prennent place dans l’alambic. 

### Maroc
Aujourd’hui, le Maroc est l’un des premiers producteurs de cette fleur dont les produits obtenus sont divers et très recherchés : néroli (pour laquelle 1 000 kg de fleurs sont nécessaires pour produire 1 litre), eau de fleur d’oranger, absolue de fleurs d’oranger (obtenue par extraction aux solvants volatils des fleurs). C'est non loin de Rabat, dans la région de Khémisset, que sont plantés des milliers d’arbustes et d’arbres aux feuilles en fuseau, persistantes et luisantes : les Citrus aurantium — plus communément appelés bigaradiers, issus de la grande famille des Rutacées qui compte 900 espèces, réparties en 150 genres, à l’instar des agrumes. Si les uns sont tantôt intenses et doux, tantôt relevés et léchés, le bigaradier, qui mesure entre 5 et 10 mètres, se distingue autant par les notes amères de son petit fruit — la bigarade ou orange amère, dont la chair est acide, peu juteuse et emplie de pépins — que par ses fleurs blanches, plus grandes que celles de l’oranger doux.

## Propriétés

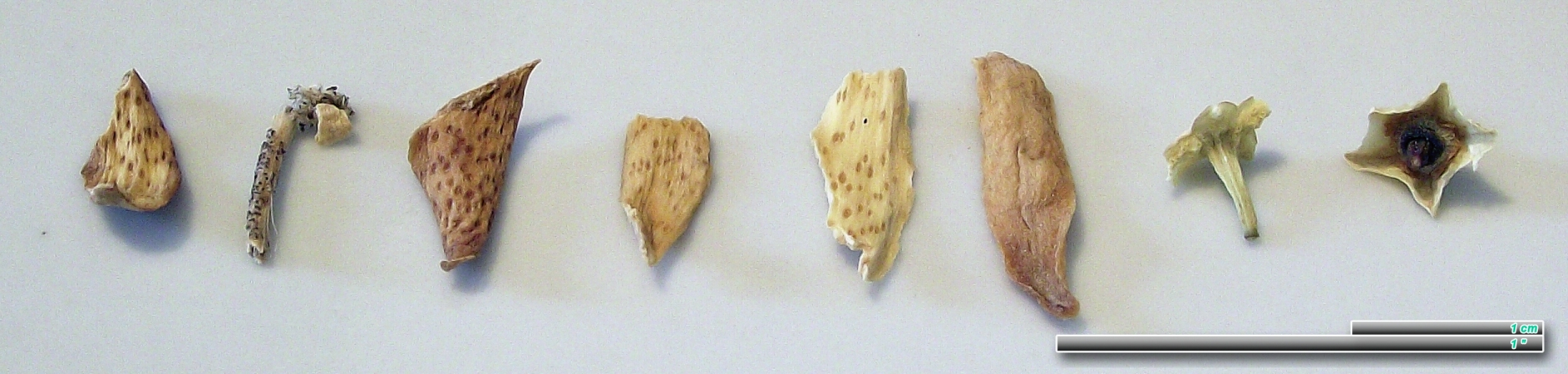
Fleur d'oranger, séchée.

Plusieurs parties de l'oranger ont des propriétés traditionnellement connues. Les feuilles et les précieuses fleurs sont reconnues comme sédatives, de même que les différentes huiles essentielles qu'on en extrait. L'huile essentielle des fleurs (ou essence de néroli) est reconnue pour être à la fois tonique, sédative et antidépressive.
À l’instar de sa production, ses utilisations sont variées. Les vertus sédatives des feuilles et des précieuses fleurs sont unanimement reconnues, tout comme leur faculté à calmer l’anxiété ou les petits maux de ventre des nourrissons. Voilà pourquoi, surfant sur la vague du naturel, des alicaments et de l’aromathérapie, de nombreuses sociétés développent de plus en plus de produits à base de fleur d'oranger. Dans un autre registre, « el mà d'zhâr » s’invite à toutes les fêtes : circoncisions, fiançailles, mariages, tantôt sous sa forme liquide, tantôt dans de succulents mets et des délicieuses pâtisseries. Toutefois, l’utilisation la plus répandue demeure dans la parfumerie et la cosmétique. Très précieuse aux grands voyageurs d’antan, elle est encore considérée comme un bon déstressant (y compris de la peau)[réf. nécessaire].
L'eau de fleur d'oranger est réputée favoriser l'endormissement grâce à ses propriétés relaxantes. Elle entrait dans la composition du julep (potion composée de sirop et d'eau de fleur d'oranger), par exemple selon dans la Nouvelle Officine de Dorvault de 1955.

## Langage des fleurs
Dans le langage des fleurs, la fleur d'oranger symbolise l'innocence, la pureté et la générosité.

## Les couronnes de mariage en fleurs d'oranger
La tradition des couronnes de mariage en fleurs d'oranger remonte à la Chine ancienne ; ces fleurs symbolisaient la chasteté, la pureté et la fécondité. Cette coutume s'est répandue en Europe au XIXe siècle car la reine Victoria en porta lors de son mariage en 1840.
La commune de Saint-Joachim possédait un atelier de fabrication de couronnes en fleurs artificielles d'oranger entre 1892 et 1935.